# Трамвай Шёнайхе и Рюдерсдорфа

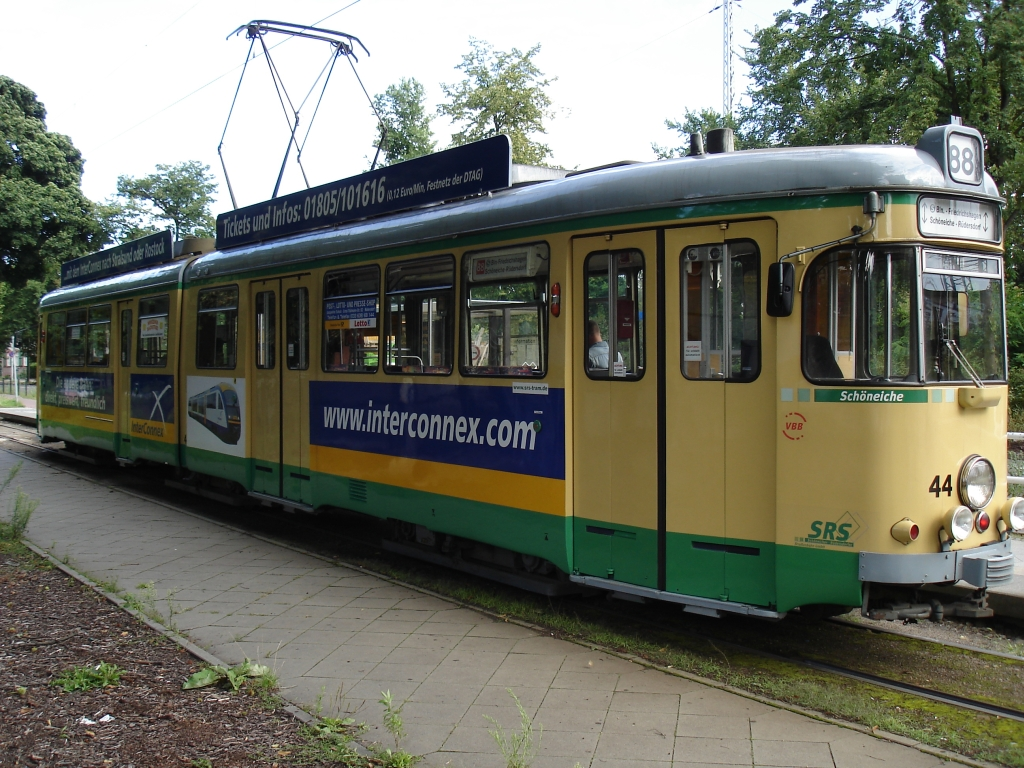
Трамвай Düwag GT6

Трамвай Шёнайхе и Рюдерсдорфа состоит из одной трамвайной линии, связывающей берлинский район Фридрихсхаген (Friedrichshagen) с двумя посёлками-предместьями: Шёнайхе и Рюдерсдорфом. Трамвайная линия Шёнайхе и Рюдерсдорфа не связана с трамвайной сетью Берлина и эксплуатируется другой организацией (Schöneicher-Rüdersdorfer Straßenbahn GmbH, сокращённо — SRS), но трамвайная линия интегрирована в транспортную систему большого Берлина.
В среднем линия перевозит три тысячи пассажиров в день. 

## История

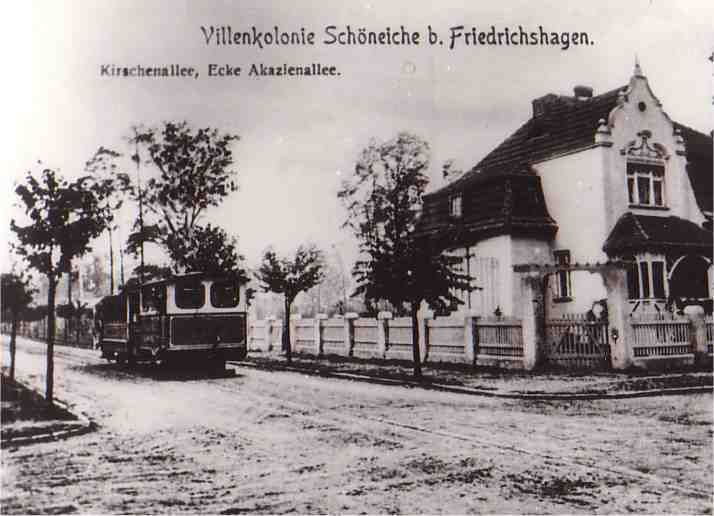
Трамвай до электрификации (1911 год)

Трамвайная линия в Шёнайхе была построена летом 1910 года. Она связала посёлок с берлинским районом Фридрихсхаген (Friedrichshagen). Длина первоначальной линии составляла 5,6 км. Линия не была электрифицирована, на ней использовались лёгкие бензомоторные тягачи-локомотивы, к которым цеплялись безмоторные пассажирские трамвайные вагоны. Также линия с самого начала была узкоколейной (1000 мм).
В 1912 году линия была продлена в соседний рабочий посёлок Рюдерсдорф (тогда называвшийся Калкберге (Kalkberge). Весной 1914 года линия была электрифицирована.
После Второй мировой войны трамвайная линия неоднократно оказывалась на грани закрытия.
После воссоединения Германии линия была интегрирована в транспортную систему Большого Берлина, и единственный маршрут получил номер 88.
В конце восьмидесятых-начале девяностых годов на линии были проведены работы по ремонту полотна. Также была построена новая тяговая подстанция.
Во второй половине 1990-х годов прекратилась эксплуатация двухосных трамваев Gotha.
В конце девяностых годов трамвай оказался в сложном финансовом положении. Правительства Шёнайхе и Рюдерсдорфа, на балансе которых находилась трамвайная линия, с трудом могли платить ежегодную дотацию (600 000 марок), однако в случае закрытия линии им пришлось бы вернуть земельному правительству полученные для трамвая субсидии (гораздо большую сумму).
С 2001 года семьдесят процентов акций компании Schöneicher-Rüdersdorfer Straßenbahn GmbH принадлежат корпорации Veolia Transport, остальные тридцать процентов акций принадлежат органам власти Шёнайхе и Рюдерсдорфа (по 15 %).
В соответствии с действующим контрактом линия не только сохранится, но и будет постепенно модернизироваться. В начале 2006 года начались работы по реконструкции линии в Рюденсдорфе с вынесением её на выделенную трассу.
Благодаря реконструкции трассы среднюю скорость движения (с остановками) планируется довести до 28 км/ч или даже до 31 км/ч вне часов пик, что сделает эту трамвайную линию одной из самых быстрых в Германии.
В будущем также планируются следующие работы:
- Во Фридрисхагене будет реконструирована и перемещена конечная остановка трамвая, с тем чтобы облегчить пересадку с трамвая на поезда берлинской городской железной дороги. Также благодаря реконструкции остановки пассажирам, идущим на станцию, не придётся переходить улицу с напряжённым движением.
- На остановках будут установлены электронные табло-информаторы.

## Описание системы

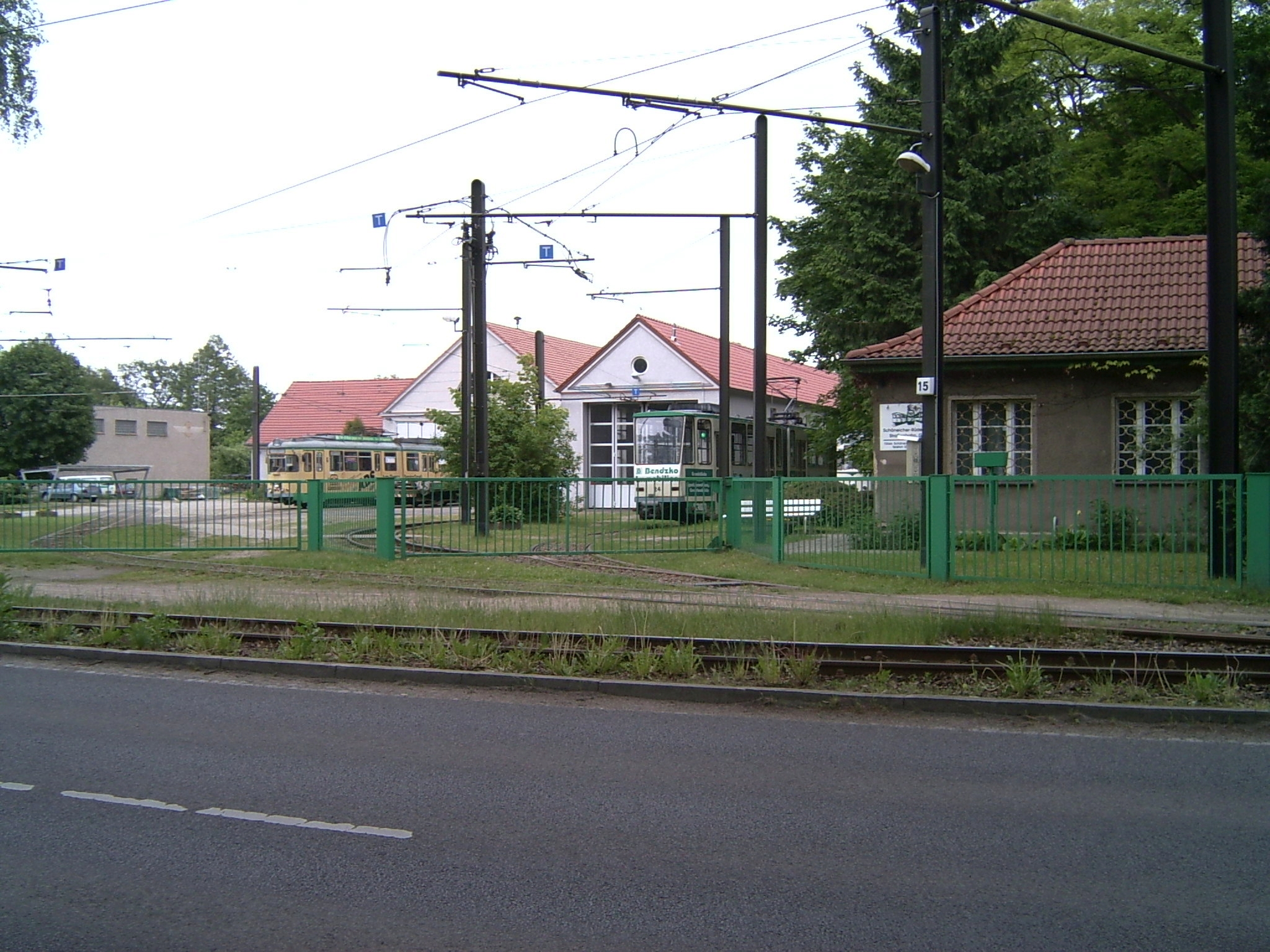
Депо и мастерские

Система состоит из одной линии длиной 14 км. На линии имеется двадцать остановок. Линия одноколейная, с разъездами (имеется девятнадцать стрелок). Ширина колеи — 1000 мм. Напряжение контактной сети — 600 В.
Ближайшая к центру Берлина оконечность линии расположена у станции берлинской городской железной дороги, здесь оборудован пункт пересадки. Между конечной остановкой у станции Фридрихсаген и Шёнайхе линия проходит по лесу и имеет характер междугородного трамвая.
Депо и мастерские расположены в Шёнайхе.

## Подвижной состав
По состоянию на 2006 год на линии используются трамваи двух типов:
- Tatra KT4D из Котбуса (3 штуки)
- Düwag GT6 из Гейдельберга (5 штук)

Ранее (по вторую половину девяностых годов включительно) на линии использовались двухосные трамваи Gotha. В 2003 году два из них (№№ 75 и 77) были переданы на историческую трамвайную линию в Стамбуле.

## Организация работы
По будним дням трамваи ходят по линии каждые двадцать минут, по выходным — раз в полчаса (по данным на 2006 год). Трамвайная линия интегрирована в транспортную систему большого Берлина, здесь используется такая же тарифная система, как и на других видах берлинского транспорта.